# Eresus rotundiceps
Eresus rotundiceps är en spindelart som beskrevs av Simon 1873. Eresus rotundiceps ingår i släktet Eresus och familjen sammetsspindlar. Inga underarter finns listade i Catalogue of Life.